# Villelaure
Villelaure ist eine französische Gemeinde mit 3395 Einwohnern (Stand 1. Januar 2022) im Département Vaucluse in der Region Provence-Alpes-Côte d’Azur. Sie gehört zum Arrondissement Apt und ist Mitglied im Gemeindeverband Communauté Territoriale Sud-Luberon. Die Bewohner werden Villelauriens und Villelauriennes genannt.

## Geographie
Villelaure befindet sich liegt in der Provence im Süden des Départements Vaucluse an der Grenze zum benachbarten Département Bouches-du-Rhône etwa 19 Kilometer südsüdöstlich von Apt und etwa 20 Kilometer nördlich von Aix-en-Provence.
Im Norden der Gemeinde erhebt sich das Gebirge des Luberon mit dem Regionalen Naturpark Luberon, zu dem das Gemeindegebiet gehört. Die Durance bildet die südliche Grenze der Gemeinde und gleichzeitig die Grenze zum Département Bouches-du-Rhône. Ein Teil des Dorfes, das rund um die Burg gebaut wurde, liegt am Coteau de Tresmines und überragt eine große fruchtbare Ebene mit Ausnahme des sumpfigen Flussgebiets. Eine größere Höhenlage nimmt den nördlichen Teil der Gemeinde ein und bildet ihren höchsten Punkt.
Umgeben wird Villelaures von den fünf Nachbargemeinden:
|                                        | Ansouis                                     |         |
| Cadenet                                | Kompassrose, die auf Nachbargemeinden zeigt | Pertuis |
| Saint-Estève-Janson (Bouches-du-Rhône) | Le Puy-Sainte-Réparade (Bouches-du-Rhône)   |         |

## Verkehr
Südlich des Gemeindezentrums verläuft die D973 auf ost-westlicher Achse.
Parallel zur D973 verläuft die Bahnstrecke Cheval-Blanc–Pertuis, die jedoch seit 1971 nicht mehr für den Personenverkehr geöffnet ist.

## Bevölkerungsentwicklung
| Jahr      | 1962 | 1968 | 1975 | 1982 | 1990 | 1999 | 2006 | 2018 |
| --------- | ---- | ---- | ---- | ---- | ---- | ---- | ---- | ---- |
| Einwohner | 1168 | 1284 | 1275 | 1471 | 2135 | 2914 | 2935 | 3416 |

## Sehenswürdigkeiten
- Pfarrkirche Saint-Marc (17. Jahrhundert), birgt zahlreiche Ausstattungsgegenstände, die in der Base Palissy gelistet sind
- Château de Forbin (privat) östlich des Dorfzentrums, im Jahr 2010 restauriert.
- Vieux Château, östlich des Dorfes, auch Château de la Reine Laure („Schloss der Königin Laure“) genannt: befestigtes Gebäude aus dem 10. Jahrhundert, Ende des 16. Jahrhunderts unvollendete Vergrößerung im provenzalischen Renaissancestil, besitzt Ähnlichkeiten mit dem Schloss aus La Tour-d’Aigues. Der Taubenschlag ist seit 1992 als Monument historique eingeschrieben, das Schloss seit 1993 klassifiziert
- Château Verdet Kléber, Ende 18. Jahrhundert.
- Château de Callier (13. bis 18. Jahrhundert)
- Pfarrkirche Saint-Marc, anstelle einer ersten Kirche aus 9. Jahrhundert errichtet, im Mittelalter möglicherweise rekonstruiert, im 16. Jahrhundert dann zerstört. Jetzige Kirche 1620 erbaut. Durch den Bevölkerungszuwachs im 18. Jahrhundert war der Bau eines neuen Kirchenschiffes zwischen 1772 und 1775 erforderlich. 1819 wurde ein quadratischer Glockenturm errichtet. Bei neuen Restaurierungsarbeiten im Jahr 1918 wurde die Decke des Kirchenschiffes durch ein leichtes Gewölbe ersetzt.
- Die Fabrique ist eine ehemalige Zuckerfabrik, 1832 bis 1835 von Marquis Joseph II de Palamède de Forbin erbaut. Die Fabrik erstreckt sich auf einer Fläche von 141 mal 155 Metern. Der Betrieb wurde nach zehn Jahren eingestellt, da die Böden erschöpft waren und die letzte Zuckerernte von Blattläusen zerstört wurde.[2]
- Gallo-römische Villa bei La Tuilière.
- Alte Mühle.
- Mehrere Brunnen aus dem 19. Jahrhundert
- Befestigte Häuser aus dem 13. und 18. Jahrhundert (Weiler Callier im Norden)

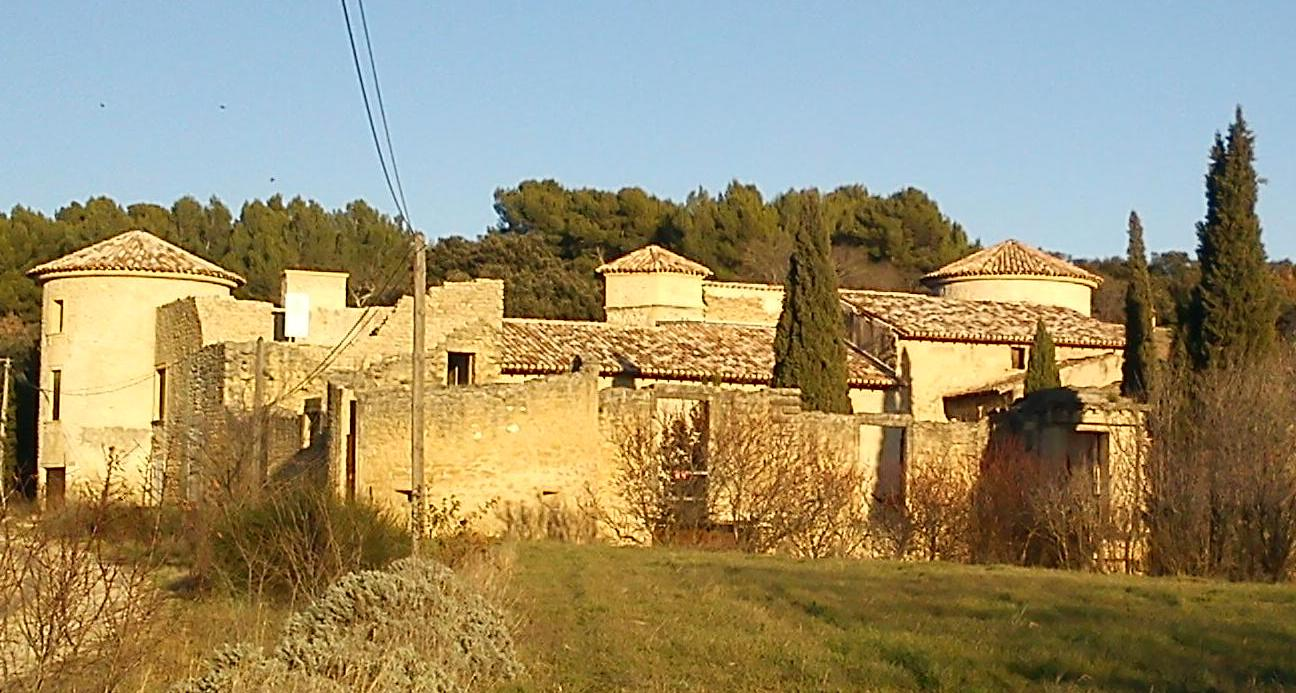
Schoss Forbin
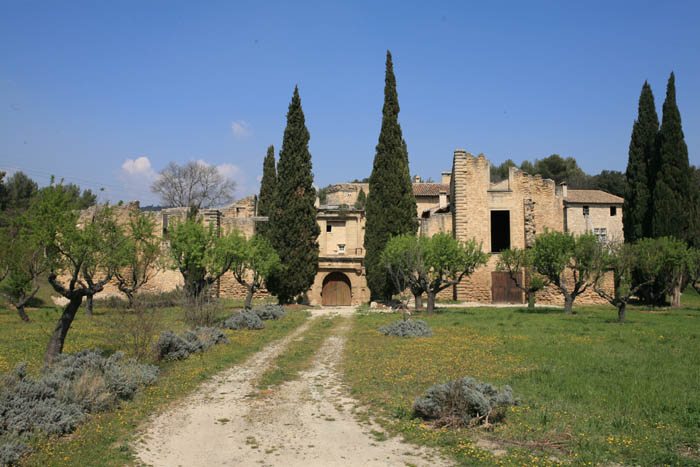
Vieux Château
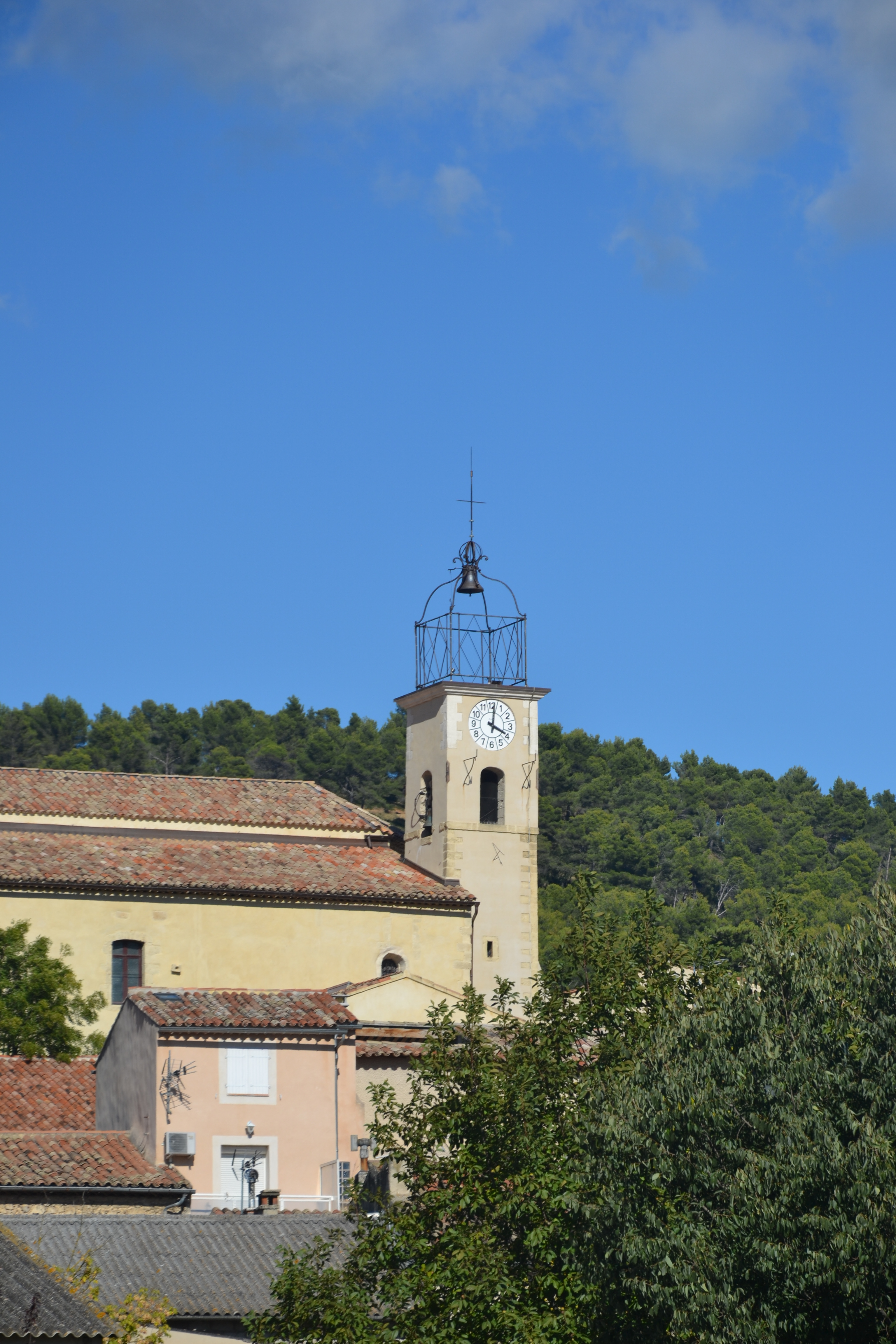
Pfarrkirche Saint-Marc, Glockenturm
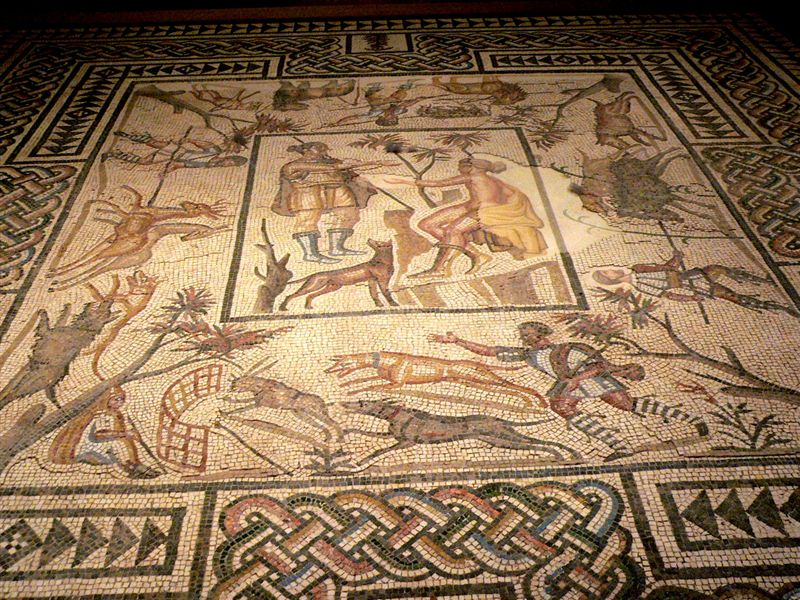
Mosaikboden aus der gallo-römischen Villa

## Gemeindepartnerschaft
Seit 1990 besteht eine Partnerschaft mit der spanischen Gemeinde Favara in der Provinz Valencia.